# Romentino
Romentino – miejscowość i gmina we Włoszech, w regionie Piemont, w prowincji Novara.
Według danych na rok 2004 gminę zamieszkiwało 4236 osób, 249,2 os./km².